# Passeport biologique de l'athlète
Le passeport biologique de l'athlète est un document électronique relevant les résultats de contrôles antidopage subis par un sportif, ainsi que son profil hématologique et son profil endocrinologique. Il permet de déceler des violations de la réglementation antidopage en détectant des variations anormales des marqueurs biologiques observés, plutôt que par la seule détection de substances interdites.

## Principe et fonctionnement
La lutte antidopage, depuis ses prémices, s'est essentiellement focalisée sur la détection de substances interdites dans le sang ou l'urine des sportifs. La sophistication des protocoles de dopage a poussé certaines autorités chargées de la lutte contre le dopage à dépasser ce paradigme et à fixer des limites sur certains marqueurs biologiques des athlètes dans les années 1990. En 1997, l'Union cycliste internationale (UCI) a ainsi limité l'hématocrite des coureurs à 50 %.
Le passeport biologique comprend deux modules : le passeport hématologique et le passeport endocrinologique, comprenant lui-même le passeport stéroïdien.

## Le passeport biologique dans le cyclisme
Le programme du passeport biologique dans le cyclisme commence au début de l'année 2008 avec les premiers prélèvements sanguins et urinaires servant à établir les profils des coureurs. Il ne comprend alors que le volet hématologique. Le volet stéroidien devrait être ajouté en 2011.
D'après l'UCI, 8 404 contrôles ont été effectués en 2008 dans le cadre du passeport biologique, et 10 603 en 2009. Les résultats des prélèvements sont soumis à l'interprétation d'un groupe des neuf experts nommés par l'UCI.
En 2008, le passeport concerne tous les coureurs membres d’une équipe ProTour, d’une équipe continentale professionnelle titulaire du label wild card, ou de « toute autre équipe désignée par un groupe de travail ». En 2009, 36 équipes participent au passeport biologique : les 18 équipes ProTour et 18 des 21 équipes continentales professionnelles.
En 2010, la participation au passeport biologique est une condition pour prendre le départ d'une course du calendrier mondial et concerne 850 coureurs.
Sur la base des données de leur passeport biologique, l'UCI a demandé l'ouverture de procédures disciplinaires à l'encontre de huit coureurs, cinq en 2009 et trois en 2010. La première sanction basée sur le passeport biologique est prononcée en mai 2010 par le tribunal national antidopage du Comité olympique national italien (CONI) à l'encontre de Francesco De Bonis, suspendu deux ans et condamné au paiement d'une amende de 13 000 euros.